# Castillo de Serradell
El castillo de Serradell estaba situado al noroeste del pueblo de Serradell, perteneciente al antiguo término de Toralla y Serradell, actualmente integrado en el término de Conca de Dalt.
Los restos del castillo se encuentran por encima de las casas más altas del pueblo de Toralla. Se trata sólo de una torre de piedra, ya que el conjunto se ha destruido con el paso del tiempo.
Es un castillo apenas documentado a lo largo de la historia, de manera que existen dudas sobre si realmente se trataba de un castillo o de otra construcción de vigilancia o defensiva, sí resulta claro de que su origen es medieval, de época románica.
Se trataba de un ámbito rectangular de 6 x 8 metros, que se encuentra casi destruido, hasta el punto que se hace difícil su estudio hoy en día. Aparte de la estancia principal, hay restos de un muro de protección que recorría un trozo del camino que baja por la loma donde se encuentra Serradell. La tipología del aparato constructivo es románica, hecha con sillares grandes, dispuestos regularmente y rejuntados tierra, arena y mortero de cal.